# 皮利波-科沙拉
50°9′6″N 27°48′48″E / 50.15167°N 27.81333°E
皮利波-科沙拉（烏克蘭語：Пилипо-Кошара），是烏克蘭北部的村莊，隸屬日托米爾州的日托米爾區。該村始建於1488年，面積155.9平方公里，海拔高度247米，2001年人口343。